# 朱鹭航空
朱鹭航空（英語：TOKI AIR）是一家日本的地方航空公司 ，總部設於新潟縣新潟機場，是首家以新潟機場為樞紐機場的航空公司。公司成立於2020年，最終於2024年1月31日開航，此為自2009年7月富士夢幻航空開航15年後，再度有非外資系或非兩大航空集團下的新航空公司開航日本國內航線。初期定位為低成本航空公司(LCC)，最終公司將自身為「低票價」與「高品質」的混合型航空公司(Hybrid Carrier)。
IATA及ICAO呼號代碼分別為「BV」及「TOK」，其中「BV」取BRAVO縮寫，而「TOK」則為公司英文名前三字。

## 概述
2019年6月4日，第一回新潟機場活性化檢討會召開，討論如何活化新潟機場，同年8月30日召開的第二回新潟機場活性化檢討會中，明確提及設立地方航空公司。
2019年12月9日，朱鷺航空的營運準備公司TOKI Aviation Capital公司成立，其業務包含：(1)LCC地方航空公司的成立與營運支援、(2)航空從業人員的派遣與轉介、(3)航空相關手冊的提供、(4)以機場為中心地方活性化的推進、(5)地區間合作的推進、(6)與國土交通省、防衛省、地方自治體的合作。
2020年7月29日，朱鷺航空公司在東京都千代田霞關三丁目2番6號成立，2021年2月18日，公司登記地址更變至新潟縣中央區新潟市萬代島5番1號，2023年2月14日再更變為新潟縣新潟市東區松濱町3710番地新潟機場航廈1樓。
原先預計籌集營運資金為30億元，預計於2022年下半年開航，並2021年6月開始招聘員工。由於燃料費上漲，2022年9月宣布所需資金增至45億5千萬元，並稱首航航線新潟-札幌/丘珠延至2023年3月開航。2023年3月31日，公司取得國土交通省東京航空局航空運送事業許可，開始實機飛行訓練，開航日期再度延期至6月30日。期間受訓練、審查等諸多因素影響，公司不斷推遲開航時間，最後於11月29日宣布開航時間為2024年1月31日，並於2024年1月19日於官網上正式販售機票。
2024年1月31日，朱鷺航空首班航班啟航；同年4月26日，第二條航線新潟-仙台開航；同年9月27日，第三條航線新潟-名古屋中/部開航。
2025年3月30日，第四條航線新潟-神戶開航，同日新潟-仙台轉為季節航線。

## 使用機型

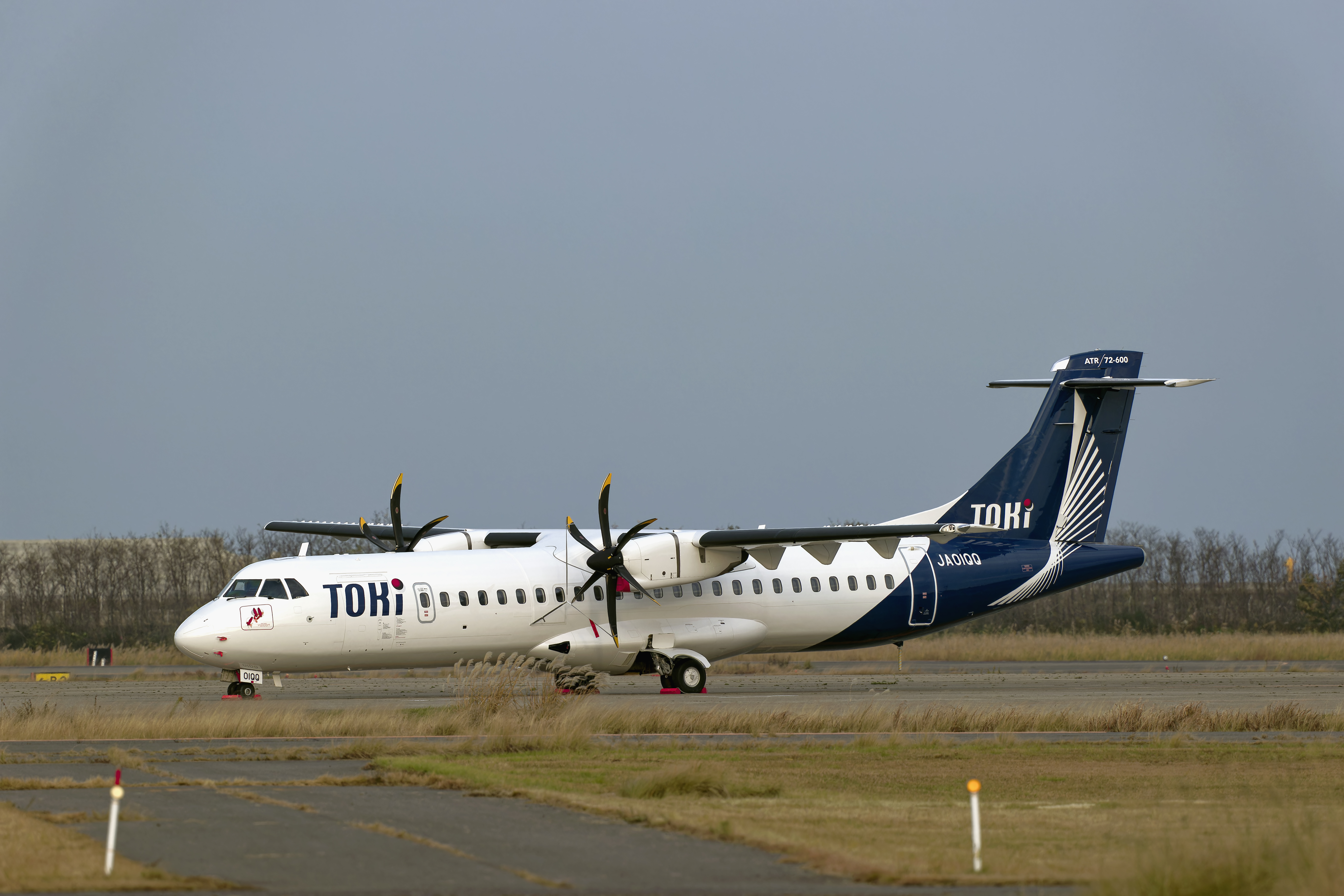
JA01QQ

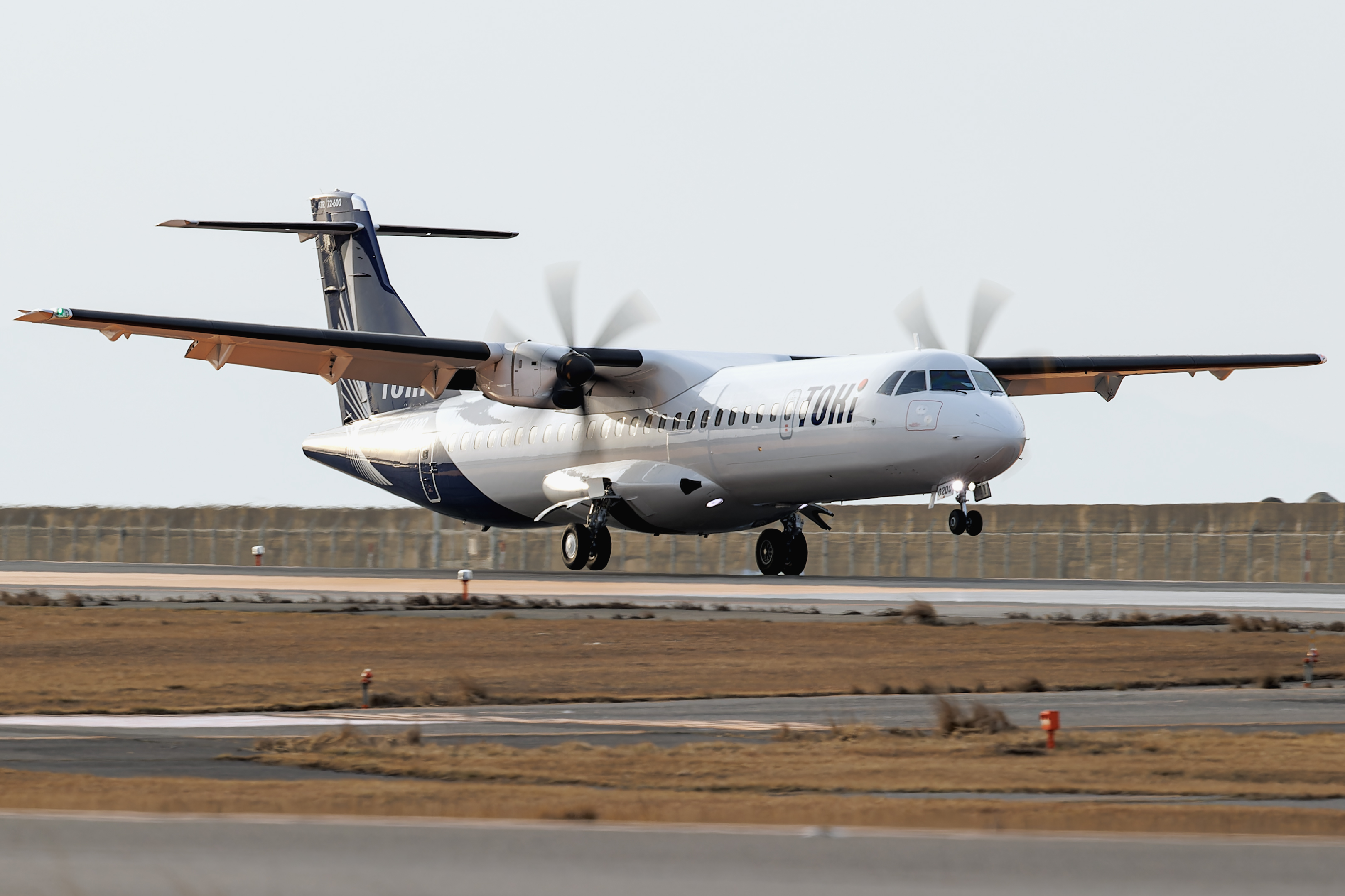
JA02QQ

### 現有機型
| 機体形式    | 機身代碼 | 出廠序號 | 接受時間      | 座位數  |
| ----------- | -------- | -------- | ------------- | ------- |
| ATR 72-212A | JA01QQ   | 1565     | 2022年10月    | 72席    |
| ATR 72-212A | JA02QQ   | 1620     | 2023年1月     | 44/72席 |
| ATR 42-600  | JA03QQ   | 1618     | 2024年12月2日 | 46席    |

- ATR 72-600 （72 名乘客）：2架

2021 年 9 月 29 日，與北歐航空簽訂租賃契約，其中包含Cargo Flex選項，可靈活配合客貨運的需求更改機艙佈局。機身代碼“QQ”是基於朱鷺的面部。 首架飛機JA01QQ於2022年10月10日從ATR交付给朱鷺航空  ，並於同年11月5日抵達新潟機場 。第二架飛機JA02QQ是日本首架Cargo Flex機型，在夜間3-4小時內，客運量可以從72席降至44席，貨運量可增至1400公斤，該架飛機於2023年1月18日抵達那霸機場，並於同年3月17日抵達新潟機場。

### 預計引進之機型
- ATR 42-600 （46 名乘客）：預計引進4架飛機(已完成臨時租賃協議）

原預計引進ATR 42-600之衍生機型ATR 42-600S，其差異在於加強短距離起降 (STOL)性能。佐渡機場跑道長度只有890公尺，ATR42-600若要在800-1000公尺之短距離跑道上起降，必須將將載客人數由48减至22人，但ATR42-600S則可以滿載起降 ，朱鷺航空計畫ATR42-600S投入佐渡航線使用，其餘航線使用ATR72-600。2021年11月16日，TOKI AIR在杜拜航空展簽署了ATR 42-600S的意向書。ATR42-600S原預計於2022年12月投入使用，2021年9月13日，ATR召開新聞發布會表示受2019新型冠狀病毒疫情影響，該機型開發進度推遲，交付時間最快延至2025年初。由於佐渡金山可能於2023年被登錄為世界遺產，朱鷺航空曾與新潟縣討論改用ATR42-600執飛佐渡航線，但即便充分利用著陸區的空間，佐渡機場跑道仍必須延長，且根據日本航空法規定，機場跑道長度一超過900公尺，機場周邊就必須進行改造。2024年11月，ATR宣布放棄42-600S的開發，佐渡航線改以ATR 42-600執飛，但必須限制重量。

## 航線
- 新潟~札幌/丘珠（1日2班來回）
- 新潟~神戶（每週4日1班來回）
- 新潟~名古屋/中部（每週4日1班來回）
- 新潟~仙台（季節性航班）

## 預計航線
成立時，計畫先行開航新潟~札幌/丘珠、仙台、關西地區、愛知縣等4航線，另佐渡、廣島、關東地區為候選航點。
- 新潟~佐渡
- 佐渡~東京/成田

## 脚注
1. 1 2  日本放送協会. . NHK NEWS WEB.   [2024-02-04]. （原始内容存档于2024-02-04）.
2. ↑  . 地域ネットワーク航空を支援するトキアビエーションキャピタル.   [2023-08-26]. （原始内容存档于2022-11-07） （日语）.
3. ↑  . www.taikobank.jp.   [2023-08-29]. （原始内容存档于2022-11-28）.
4. ↑   (PDF). Twitter.   [2023-06-02]. （原始内容存档 (PDF)于2023-06-07） （中文）.
5. ↑  . www.pref.niigata.lg.jp.   [2023-08-29]. （原始内容存档于2023-08-29）.
6. ↑  . www.pref.niigata.lg.jp.   [2023-08-29]. （原始内容存档于2023-08-29）.
7. ↑  . 地域ネットワーク航空を支援するトキアビエーションキャピタル.   [2023-08-29]. （原始内容存档于2023-08-25） （日语）.
8. ↑  . 法人データ.com.   [2021-10-12]. （原始内容存档于2022-10-21）.
9. ↑  . 地域ネットワーク航空を支援するトキアビエーションキャピタル.   [2023-08-29]. （原始内容存档于2023-08-17） （日语）.
10. ↑  . ダイヤモンド・オンライン. 2023-07-03  [2023-08-29]. （原始内容存档于2023-08-29） （日语）.
11. ↑  . 朝日新聞デジタル. 2022-09-21  [2023-08-29]. （原始内容存档于2023-08-29） （日语）.
12. ↑   (PDF).   [2023-08-29]. （原始内容存档 (PDF)于2023-06-10）.
13. ↑   (PDF). トキエア株式会社.   [2023-11-29]. （原始内容存档 (PDF)于2023-11-29）.
14. ↑  . トキエア. 2024-01-18  [2024-01-18]. （原始内容存档于2024-01-21） （日语）.
15. ↑  INC, SANKEI DIGITAL. . 産経新聞：産経ニュース. 2024-04-26  [2024-04-26]. （原始内容存档于2024-04-26） （日语）.
16. ↑  日本放送協会. . NHK NEWS WEB.   [2024-09-27]. （原始内容存档于2024-09-27）.
17. ↑  日本放送協会. . NHK NEWS WEB.   [2025-03-21]. （原始内容存档于2025-03-17）.
18. ↑  日本放送協会. . NHK NEWS WEB.   [2025-03-21]. （原始内容存档于2025-02-27）.
19. ↑  ATR 式 72-212A 型航空機に対する型式証明書の交付について （页面存档备份，存于） - 国土交通省 平成25年10月28日
20. ↑  トキエア、ATR 72-600を受領し運航開始へ （页面存档备份，存于） - ATR, 2022年10月10日
21. ↑  トキエア初号機、フランスで引き渡し　11月に新潟到着へ （页面存档备份，存于） - 日本経済新聞 2022年10月10日
22. ↑  Tadayuki YOSHIKAWA. . Aviation Wire. 2023-01-18  [2023-01-22]. （原始内容存档于2023-03-21） （日语）.
23. ↑  . ATR - Aviation Flights Group.   [2025-03-21]. （原始内容存档于2025-04-06） （英语）.
24. ↑  . トキアビエーションキャピタル. 2021-09-21  [2021-11-22]. （原始内容存档于2022-11-07）.
25. ↑  Tadayuki Yoshikawa. . Aviation Wire. 2021-10-01  [2021-10-01]. （原始内容存档于2022-11-07）.
26. ↑  トキエア、ATR 72-600を受領し運航開始へ （页面存档备份，存于） - ATR, 10 Oct. 2022
27. ↑  トキエア初号機、フランスで引き渡し　11月に新潟到着へ （页面存档备份，存于） - 日本経済新聞 2022年10月10日
28. ↑  . 新潟日報デジタルプラス.   [2022-11-05]. （原始内容存档于2022-11-14） （日语）.
29. ↑  . 乗りものニュース. 2022-06-11  [2023-09-06]. （原始内容存档于2022-12-28） （日语）.
30. ↑  . Aviation Wire.   [2023-09-06]. （原始内容存档于2023-06-04） （日语）.
31. ↑  Tadayuki Yoshikawa. . Aviation Wire. 2021-09-07  [2021-10-01]. （原始内容存档于2022-10-23）.
32. ↑  トキエア、ATR 社と取引意向書（LOI）を締結 （页面存档备份，存于） - ATR, 16 Nov. 2021
33. ↑  . 日本経済新聞. 2021-10-07  [2021-10-09]. （原始内容存档于2022-11-07）.
34. ↑  . 日本経済新聞. 2021-09-13  [2021-10-01]. （原始内容存档于2022-11-07）.
35. ↑  . 優分析UAnalyze.   [2025-03-21] （中文（臺灣））.
36. ↑  編集部. . TRAICY（トライシー）. 2025-01-16  [2025-03-21]. （原始内容存档于2025-02-13） （日语）.
37. ↑  . 朝日新聞デジタル. 2022-03-31  [2023-09-06]. （原始内容存档于2023-09-06） （日语）.